# Cognin-les-Gorges
Cognin-les-Gorges is een gemeente in het Franse departement Isère (regio Auvergne-Rhône-Alpes) en telt 616 inwoners (2005). De plaats maakt deel uit van het arrondissement Grenoble.

## Geografie
De oppervlakte van Cognin-les-Gorges bedraagt 12,7 km², de bevolkingsdichtheid is 48,5 inwoners per km².
De onderstaande kaart toont de ligging van Cognin-les-Gorges met de belangrijkste infrastructuur en aangrenzende gemeenten.

## Demografie
Onderstaande figuur toont het verloop van het inwonertal (bron: INSEE-tellingen).